# Dallara SP1
La Dallara SP1, nota anche come Chrysler LMP, è una vettura da competizione costruita dall'omonima casa italiana nel 2001, appartenente alla classe LMP900.
Inizialmente utilizzata dalla Chrysler per partecipare alla 24 Ore di Le Mans, le auto furono successivamente vendute a team clienti per l'uso in campionati come il FIA Sportscar Championship e Le Mans Series. Il suo miglior piazzamento fu alla 24 Ore di Le Mans del 2002, quando due Dallara SP1 gestita dal team Oreca si classificarono quinta e sesta.

## Storia
All'alba del nuovo millennio Dallara aveva realizzato un ambizioso progetto per una vettura da iscrivere alla categoria LMP900 nel 2001; Chrysler, già precedentemente impegnata nel motorsport, si interessò alla vettura commissionandone la produzione e fornendo i motori MOPAR V8; il prototipo così realizzato venne designato Chrysler LMP e venne affidato a Oreca, con cui la casa statunitense aveva già collaborato in passato, per lo sviluppo e lo schieramento in gara; nonostante alcuni buoni risultati colti già dal debutto la casa di Auburn Hills decise di dismettere il programma costringendo gli emiliani a trovare nuovi clienti.
Le vetture vennero, così girate a team privati, tra cui Doran Lista e Rollcentre che impiegarono le vetture fino al 2005 cogliendo interessanti risultati.

## Caratteristiche tecniche

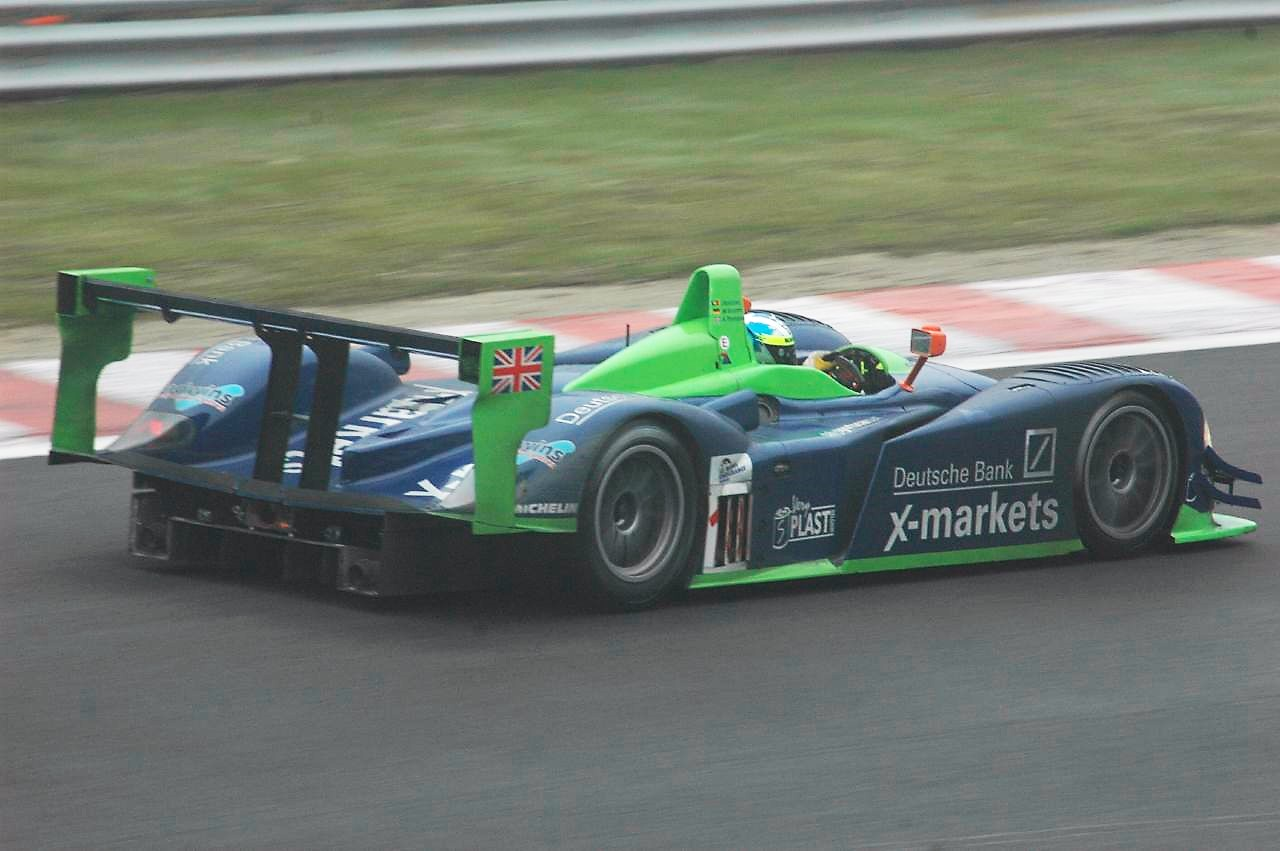
Vista posteriore

La vettura presenta un telaio monoscocca in fibra di carbonio con rinforzi in alluminio a nido d'ape accoppiato a una carrozzeria realizzata negli stessi materiali.
Le sospensioni erano di tipo push rod, con doppi trapezi, doppi ammortizzatori realizzati da Dynamic Suspensions e molle Eibach, a completare la ciclistica Freni in composito realizzati da Carbon Industrie accoppiati a pinze Brembo e cerchi OZ da 18" gommati Michelin.
Il cambio era un sequenziale a 6 marce realizzato da Xtrac accoppiato a un differenziale a giunto viscoso tramite una frizione CFC.
Per la stagione 2001 Il motore, montato in posizione posteriore centrale, era un MOPAR, Chrysler,  V8 di 6litri di cilindrata capace di 585cv; dal 2002, a seguito della dismissione della collaborazione con Chrysler, il motore utilizzato divenne un Judd GV4 v10 di 72° con cilindrata di 4000cc, questo motore era capace di 730cv e aveva un regime di rotazione massimo di 11000rpm.
Nel 2005, poi, una vettura venne anche equipaggiata con un Motore Nissan VQ V6 derivato da quello utilizzato nel Campionato Giapponese Gran Turismo.
Complessivamente vennero realizzati 6 telai.

## Risultati sportivi

### DO-001
Il primo telaio realizzato per Chrysler, partecipò alla 24 Ore di Le Mans 2001 ritirandosi, successivamente ceduto a Doran Lista, che vi fece installare il propulsore Judd, ottenne un 26º posto alla 3 Ore di Daytona dello stesso anno.
Migliore la stagione 2002 che vide la vettura trionfare alla 24 Ore di Daytona, alla 250 miglia di Homestead e alla 400 Miglia di Fontana, la squadra, di cui facevano parte Theys. Baldi e Lienhard raccolse anche un 2º posto alla 200 miglia di Phoenix, meno lusinghiere la partecipazione alle 12 ore di Sebring, che la vide chiudere al 54º posto e quella alla gara di Sears Point, conclusa con un ritiro.

### DO-002
Anche questa vettura partecipò alla gara di Le Mans con al volante Beretta, Lamy e Wendlinger scattando dalla sesta piazzola e terminando al quarto posto finale; dismessa rimase a disposizione di Oreca come mezzo per gli sviluppi e venne equipaggiata con il V10 Judd prima di essere venduta a un appassionato con cui conquistò la vittoria alla 24 Ore storica corsa a Daytona nel 2017.

### DO-003
La prima delle vetture realizzate per Chrysler a debuttare in pista, ottenne un 21º posto alla gara di Donington Park nel 2001 con Beretta e Dalmas, per problemi al motore dovette ritirarsi a Le Mans; rimasta, per il 2002, al team Oreca, la vettura, equipaggiata col V10 Judd conquistò il 2º posto a Barcellona e il primo posto all'Estoril mentre fu costretta al ritiro a Brno.
La stagione 2002 la vide correre con i colori del team Spinnaker Clandesteam senza ottenere risultati di rilievo.

### DO-004
Vettura realizzata per la stagione 2002 su commissione di Oreca e schierata con i colori del team Playstation Oreca, debuttò alla 24 Ore di Le Mans cogliendo il 5º posto finale.
Ceduta per la stagione 2004 a Rollcentre, che la equipaggiò con Il V10, ottenne due quinti posti, alla 12 Ore di Sebring e alla 1000km di Monza, come migliori risultati; deludente la stagione 2005, iniziata con il motore Nissan per poi ritornare al Judd, che vide la vettura ritirarsi 3 volte e ottenere un 15º posto alla 1000km di Istanbul come miglior piazzamento stagionale.
La vettura, successivamente passata di mano fra collezionisti americani e inglesi è stata utilizzata anche al Goodwood Festival of Speed.

### DO-005
Acquistata da Doran Racing, venne impiegata a partire dal 2002, equipaggiata con un Judd V10, ma di 5 litri di cilindrata.
Andò a podio 3 volte durante la stagione 2002 conquistando anche la vittoria alla 6 Ore di Mont-Tremblant; nei 3 eventi disputati nel 2003 si issò al 4º posto final ealla 2 Ore e 45 minuti di Sonoma mentre chiuse il 2004 con un ritiro nell'appuntamento del Lausitzring del campionato Interserie.
La vettura venne poi ceduta a un collezionista privato.

### DO-006
Gemella della DO-004 debuttò a Le Mans nel 2002 chiudendo in sesta posizione finale; ceduta nel 2004 a Rollcentre, ottenne un 6º posto alla 1000km del Nurburgring come miglior risultato stagionale.
Più interessante la stagione 2005 che vide la vettura tagliare il traguardo in terza posizione alla 1000km di Spa, alla 1000km di Monza e alla 1000km di Silverstone.